# Chiba Lotte Marines
Les Chiba Lotte Marines (千葉ロッテマリーンズ, Chiba Lotte Marīnzu en japonais) sont une équipe japonaise de baseball évoluant dans la Pacific League. L'équipe change est la propriété du conglomérat coréo-japonais Lotte Group.

## Anciens noms
- Mainichi Orions (1950-1957).
- Mainichi Daiei Orions (1958-1963)
- Tokyo Orions (1964-1968)
- Lotte Orions (1969-1991)
- Chiba Lotte Marines (1992- en cours)

## Palmarès
Titres dans la Pacific League (5): 1950, 1960, 1970, 1974, 2005.
Titres dans le Japan Series (3): 1950, 1974, 2005, 2010.

## Histoire
L'équipe est née en 1950. Elle gagne son premier titre dans la ligue pacifique ainsi que dans le Japan Series dès son année de fondation. En finale du Japan Series en 1960 ainsi qu'en 1970, l'équipe ne parvient pas à s'imposer dans le Japan Series. Les Chiba Lotte Marines s'imposent en 1974 face aux dragons de Chunichi, mettant fin à la série de victoires des Yomiuri Giants. En 2005 puis en 2010 ils s'imposent à nouveau dans la Pacific League ainsi que dans le Japan Series.